# Winterizzazione
La winterizzazione è una cristallizzazione frazionata effettuata su grassi alimentari per ottenere la separazione di più frazioni con temperature di fusione differenti.

## Trattamento dell'olio d'oliva
In questo caso viene chiamata anche demargarinazione e viene effettuata durante la rettifica, dopo la deodorazione e consiste in un raffreddamento veloce fino a circa 5-10 °C e mantenendolo a questa temperatura per alcune ore (da 6 a 12). In questo modo cristallizzano i trigliceridi a grado di insaturazione più basso, così da rendere possibile la separazione per filtrazione. L'eliminazione di tali sostanze impedisce all'olio di intorbidarsi col freddo e lo rende meno viscoso. Contestualmente vengono separate, se presenti, le cere in eccesso. I residui recuperati dal filtro vengono detti paste bianche di demargarinazione e possono essere usati come materia prima nella produzione di grassi idrogenati.

## Trattamento del burro
Un'operazione simile può essere fatta sul burro al fine di ottenere un grasso concreto a punto di fusione più alto, ottimale per alcuni prodotti di pasticceria. In questo caso si separano due fasi: una liquida ed una solida. Quest'ultima, quella d'interesse industriale, ha un punto di fusione compreso tra 37 e 42 °C.